# François Louis Couché
François Louis Couché, dit Couché fils (1782-1849), est un dessinateur et graveur français.

## Biographie
Élève de Louis Lafitte (1770-1828) pour le dessin et de son père Jacques Couché (1750 - 1832) pour la gravure, François Louis Couché a essentiellement illustré la légende napoléonienne.
On lui doit une série de portraits de Napoléon et de ses frères, des scènes de batailles du Premier Empire (d'après lui-même mais aussi d'après Swebach et Duplessi-Bertaux), des illustrations pour L'Histoire de Napoléon de Jacques de Norvins (1827) ou des scènes allégoriques (Rétablissement par Napoléon Ier du droit pour les citoyens juifs de pratiquer librement leur religion).
Il est aussi l'auteur de vues des monuments de Paris et d'Égypte, de scènes d'hommages à Voltaire et de portraits.
Mort début octobre 1849 à Paris, ses obsèques ont lieu en l'église Saint-Sulpice le 7 octobre 1849.

## Contributions bibliophiliques
- Pierre-François Tissot, Trophées des armées françaises depuis 1792 jusqu'en 1815, gravures de François Louis Couché terminées par Edme Bovinet, six volumes, chez Le Fuel, libraire-éditeur, Paris, 1819-1820.